# Комарово (Махньовський міський округ)
Комаро́во (рос. Комарово) — село у складі Махньовського міського округу Свердловської області.
Населення — 4 особи (2010, 0 у 2002).